# Myrtle (Minnesota)
Myrtle è un comune degli Stati Uniti d'America, situato nello Stato del Minnesota, nella Contea di Freeborn.